# Chačapuri
Chačapuri (gruzínsky ხაჭაპური) je sýr, zapečený v těstě či bílém chlebu, který se konzumuje jako svačina. Je to specialita gruzínské kuchyně. V rámci regionů existují různé varianty, které se připravují z různých místních surovin, jako například Ačaruli Chačapuri z Adžárie se sýrem sulguni a vajíčky ve formě volského oka. Další regionální varianty mají jmenné přívlastky vztahující se k danému regionu jako např. Megruli Chačapuri z Mingrelie nebo Svanuri Chačapuri ze Svanetie apod.
Samotný chléb se připravuje z kynutého těsta. Po vykynutí se těsto rozválí a naplní sýrem, vajíčky, zakysanou smetanou, česnekem a podle různých variant i dalšími surovinami. Naplněné těsto se následně upeče v zakrytém rozpáleném pekáči a pak potře máslem.
Ve vesnickém prostředí Gruzie se chačapuri podává už od snídaně. Ve městech je nabízeno ve stáncích, malých obchůdcích, bistrech a restauracích jako fast food.